# Suspenseur (botanique)
Pour les articles homonymes, voir Suspenseur.
En botanique, le suspenseur est la grande cellule basale qui compose le pôle inférieur de l'embryon végétal. Il a pour fonction d'ancrer l’embryon dans l’albumen chez les végétaux. Un suspenseur est aussi une structure anatomique chez certains champignons.

## Fungi
Chez les Fungi, les suspenseurs sont des formations structurelles filamenteuses ayant pour fonction de retenir un zygospore entre deux souches d'hyphes.

## Plante
Chez les plantes, les suspenseurs se trouvent dans les zygotes des angiospermes, reliant l'endosperme à un embryon. Habituellement, chez les dicotylédones (Magnoliopsida), les cellules de suspension se divisent transversalement plusieurs fois pour former un suspenseur filamenteux de 6 à 10 cellules. Le suspenseur aide à pousser l'embryon dans l'endosperme. La première cellule du suspenseur vers l'extrémité micropylaire gonfle et fonctionne comme un haustorium. L'haustorium a une croissance de paroi semblable à celle d'une cellule de transfert. Le dernier des suspenseurs à la fin de l'embryon est appelé hypophyse. L'hypophyse donne ensuite naissance à la radicule et à la coiffe radiculaire. Au cours du développement de l'embryon dans les graines d'angiospermes, le développement normal implique une division asymétrique de l'embryon unicellulaire, induisant une polarité. La plus petite cellule terminale se divise pour devenir le pro-embryon, tandis que la plus grande cellule basale se divise latéralement pour former le suspenseur. Le suspenseur est analogue au cordon ombilical d'un mammifère placentaire.